# 虎門要塞

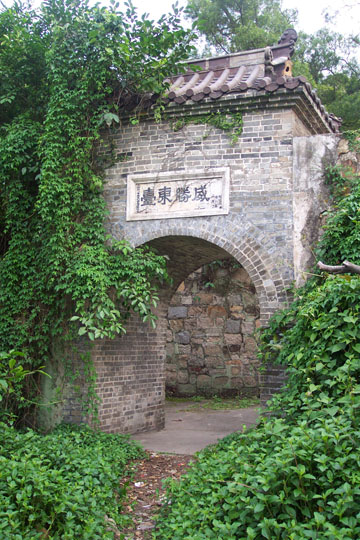
現存する威遠砲台の門

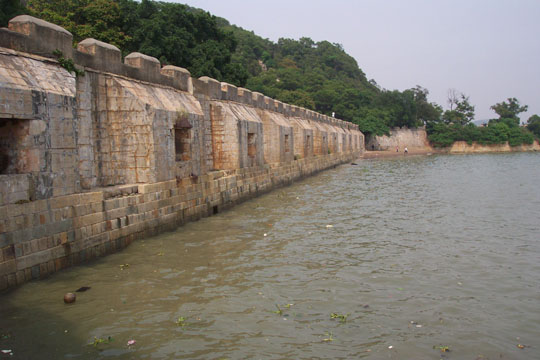
威遠砲台

虎門要塞（こもんようさい）または虎門砲台（こもんほうだい、中国語: 虎门炮台）は、中国広東省東莞市（一部は広州市番禺区、南沙区にかかる）にかつて存在した清朝時代の戦力拠点、史跡。中国の近・現代史において重要な要所。広州の南の玄関口であり、後に中華人民共和国成立後発展する塘沽とよく比較され、「南に虎門あり、北に塘沽あり」と言わしめた。
1630年代明代末,鄭芝龍弟鄭芝虎が水兵と共に住んだ為、この名がある。康熙帝年間に建設がはじまり、道光帝年間、広東水師提督・関天培と欽差大臣・林則徐によって本格的な整備、拡充が行なわれた。沙角、大角、威遠などの砲台が11箇所に渡って置かれた。現在では、そのうち2箇所の砲台が残されている。阿片戦争末期は、壮烈な激戦が繰り広げられ多くの犠牲者を出した。
更に再び海外からの侵略にさらされたのは中華民国時代、1937年7月7日の盧溝橋事件に端を発した支那事変が拡大した折、日本軍は広東攻略を進め、日本軍の第21軍、第5師団によって攻略され、広東占領の足がかりにされた。
1982年2月23日に全国重点文物保護単位に、1997年6月に全国愛国主義教育示範基地に指定されている。
座標: 北緯22度47分53秒 東経113度37分14秒 / 北緯22.797959度 東経113.620477度